# Arrondissement Chartres
Arrondissement Chartres (fr. Arrondissement de Chartres) je správní územní jednotka ležící v departementu Eure-et-Loir a regionu Centre-Val de Loire ve Francii. Člení se dále na 11 kantonů a 162 obce.

## Kantony
- Auneau
- Chartres-Nord-Est
- Chartres-Sud-Est
- Chartres-Sud-Ouest
- Courville-sur-Eure
- Illiers-Combray
- Janville
- Lucé
- Maintenon
- Mainvilliers
- Voves